# Acanthobothrium intermedium
Acanthobothrium intermedium is een lintworm (Platyhelminthes; Cestoda). De worm is tweeslachtig. De soort leeft als parasiet in andere dieren.
Het geslacht Acanthobothrium, waarin de lintworm wordt geplaatst, wordt tot de familie Onchobothriidae gerekend. De wetenschappelijke naam van de soort werd voor het eerst geldig gepubliceerd in 1931 door W. Perrenoud. De gastheer van de lintworm is de gewone pijlstaartrog (Trygon pastinaca). De totale lengte van de worm is ongeveer 8 centimeter, en hij telt 400 tot 450 segmenten.